# Амалия Ольденбургская
Герцогиня Амалия Ольденбургская (21 декабря 1818 — 20 мая 1875) — королева Греции, супруга короля Оттона I. Дочь герцога Ольденбургского Августа I и его супруги принцессы Адельгейды Ангальт-Бернбург-Шаумбург-Хоймской. Не сумев родить наследника престола, королева Амалия была плохо воспринята греческим народом. В 1862 году произошла революция, которая свергла короля Оттона с престола. Он и Амалия провели остаток жизни, живя в изгнании в Баварии.

## Биография
Родилась в Ольденбурге, столице великого герцогства Ольденбургского 21 декабря 1818 года. Амалия стала первым ребёнком герцога Ольденбургского Августа I и его первой супруги Адельгейды Ангальт-Бернбург-Шаумбург-Хоймской.

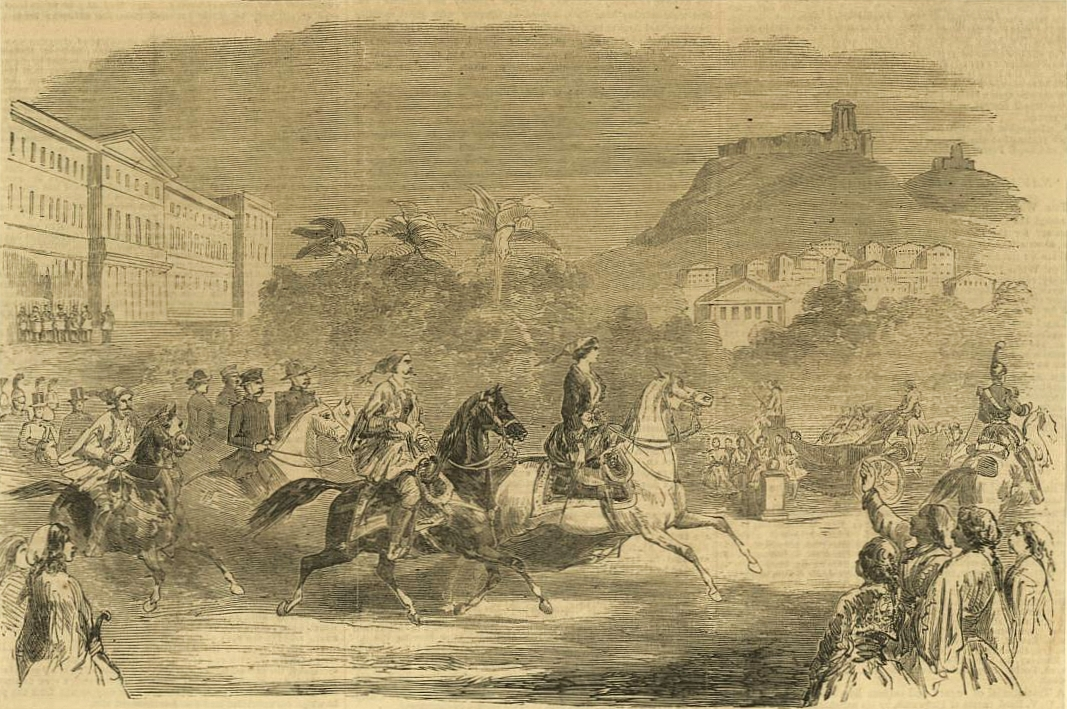
Оттон и Амалия въезжают в Афины.

22 декабря 1836 года Ольденбурге Амалия в вышла замуж за короля Греции Оттона I из династии Виттельсбахов. Оттон был сыном короля Баварии Людвига I и его супруги Терезы Саксен-Гильдбургхаузенской. В первые годы пребывания в Греции королева Амалия смогла завоевать любовь народа своей красотой, умом и отличным вкусом к моде. Королева занималась социальными вопросами в стране, под её руководством недалеко от Афин был разбит огромный сад. Город Амальяс в Элиде и село Амальяполис в Магнисии были названы в её честь.
В дальнейшем отношение народа к новой королеве стали ухудшаться. Основной причиной тому служила неспособность Амалии подарить стране наследника престола (предположительно у неё был синдром Майера — Рокитанского — Кустера — Хаузера). По этой причине им было необходимо выбрать наследника престола; Амалия желала принца из Ольденбургского дома, Оттон же настаивал на своём брате, принце Адальберте, что вызвало семейный разлад, который долго занимал греческое общество. Вдобавок она стала вмешиваться в политику, в которой ничего не понимала, а также королева после брака не сменила религию, оставаясь до конца жизни в протестантской вере.
В сентябре 1861 года на королеву Амалию было совершено покушение студентом Аристидом Досиосом (он был сыном политика Константиноса Досиоса). В покушении никто не пострадал. Он был приговорён к смертной казни, но королева вмешалась в дело и ему был вынесен приговор пожизненного заключения. Среди врагов монархии он стал героем.
Через год, когда королевская чета находилась на Пелопонессе, в Афинах началось восстание. Великие державы посоветовали Оттону не противостоять народу. Он и Амалия покинули Грецию, уплыв на британском корабле и забрав с собой королевские регалии. Остаток жизни бывший король и королева провели на родине Оттона в Баварии. Скончалась Амалия 20 мая 1876 года. Новой королевой Греции стала русская великая княжна Ольга Константиновна, супруга нового короля Греции Георга I из рода Глюксбургов, сына короля Дании.

### Титулы
- 21 декабря 1818 — 20 мая 1875: Её Высочество герцогиня Ольденбургская, принцесса Гольштейн-Готторпская
- 22 декабря 1836 — 23 октября 1862: Её Величество Королева-консорт Греции
- 23 октября 1862 — 20 мая 1875: Её Величество Королева Греции (в изгнании)